# Porto (empresa)
A Porto (anteriormente Porto Seguro Seguros) é uma holding brasileira fundada em 1945.
Além de 11,7 milhões de clientes únicos, 13 mil funcionários, 12 mil prestadores de serviço e 36 mil corretores independentes, a empresa conta ainda com 101 sucursais e escritórios regionais em todo o Brasil. Ao todo, 27 empresas fazem parte do universo Porto Seguro – entre elas: Azul Seguros, Itaú Seguros de Auto e Residência, Porto Seguro Saúde, Porto Seguro Serviços e Porto Seguro Uruguai. Em 2022, a Companhia apresentou R$ 28,0 bilhões de receita e lucro líquido de R$ 1,13 bilhão.

## História
A empresa foi fundada em 27 de agosto de 1945 por iniciativa de José Alfredo de Almeida, José da Cunha Júnior e José Andrade de Souza. No início, a Porto Seguro atuava em operações de seguro e resseguros e estava posicionada como a 44ª companhia de seguro do país.
Em 1972, Abrahão Garfinkel, ex-diretor da Boa Vista Seguros e pai de Jayme Garfinkel, comprou a Porto Seguro. Na época, Jayme era assistente de diretoria na empresa. Após o falecimento do seu pai, Jayme assumiu o comando da seguradora.
A Porto Seguro ingressa no ramo de consórcio de automóveis em 1976. Em 1986, a companhia funda a Porto Seguro Vida e Previdência e começa a atuar no ramo de seguros de vida e previdência, e em 1991, funda a Porto Seguro Saúde, empresa de planos de saúde privados.
Em 2003, a Porto Seguro comprou as operações brasileiras da francesa AXA por um valor não informado e em 2004 passa a se chamar de Azul Seguros, seguradora dedicada a automóveis.
Em 2006, a Porto Seguro vendeu sua carteira de clientes do ramo de saúde para a Amil.
Em janeiro de 2008, a Porto Seguro, em parceria com a rede de estacionamento Estapar, lança o projeto UseBike. As empresas emprestaram bicicletas em 22 estações do metrô e bicicletários na cidade de São Paulo e também ofereceram locais para o estacionamento das bicicletas.

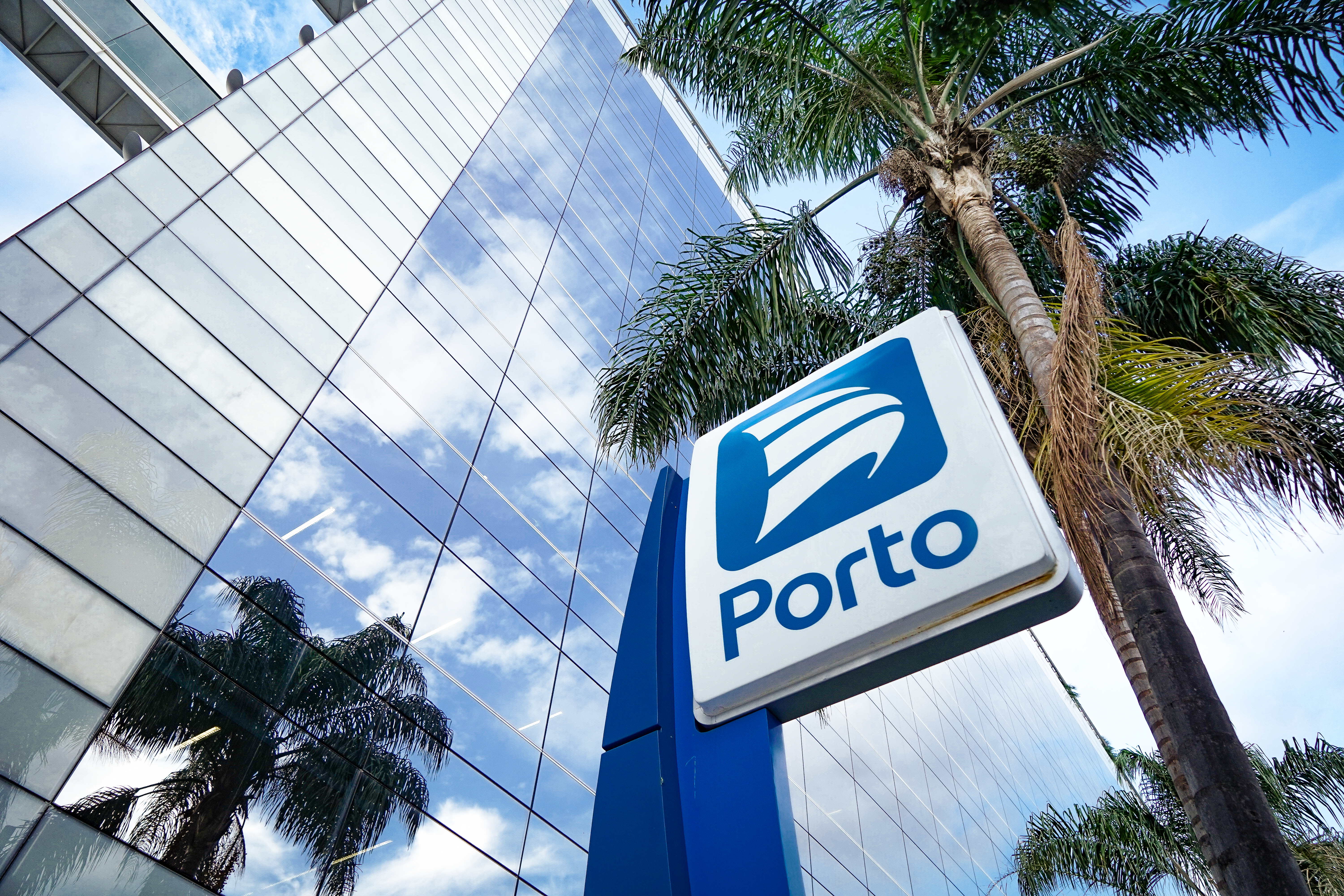
Matriz Porto em São Paulo/SP

Em 2009, a empresa lançou a campanha Trânsito+gentil para conscientização no trânsito e prevenção de acidentes.
A Porto Seguro foi eleita pela Millward Brown, consultoria americana, a marca mais confiável entre os brasileiros, de acordo com a pesquisa “Além da Confiança” em 2010, e eleita pela Revista Carta Capital a empresa mais admirada do Brasil no setor de seguros nos anos de 2011, 2012 e 2013. A Porto Seguro também foi eleita pelo Diário Comércio Indústria Serviço (DCI) a empresa mais admirada na categoria de seguros em 2013.
A Porto Seguro recebeu da Revista Apólice o prêmio destaque nacional no ramo de seguro de transporte em 2013.
A Porto Seguro Serviços Médicos comprou a Bioqualynet, atual Porto Seguro Saúde Ocupacional, em 2013. No mesmo ano, a companhia foi eleita a melhor seguradora de veículos pelo ranking da Revista Quatro Rodas e a marca mais poderosa do Brasil, na categoria distribuição pela Interbrand, consultoria de branding.

### Associação com o Itaú Unibanco
Em 24 de agosto de 2009, é anunciada a junção das operações de seguro com o Itaú Unibanco. A operação consiste na transferência, por parte do Itaú Unibanco da totalidade de ativos e passivos de sua carteira de seguros residenciais e de automóveis para o Itaú Unibanco Seguros de Automóvel e Residência, que por sua vez será transferida para a Porto Seguro. Em seguida, os controladores da Porto Seguro e do Itaú Unibanco criarão uma nova empresa, Porto Seguro Itaú Unibanco Participações S.A. (PSIUPAR), que será detida pelos atuais donos da Porto Seguro. Após a conclusão das operações, o Itaú Unibanco passou a deter 43% da PSIUPAR, enquanto os controladores da Porto Seguro, o restante. A PSIUPAR vai deter 70% da Porto Seguro S.A. O restante das ações ficará nas mãos do mercado.

## Empresas
Atualmente, a Porto alega possuir 27 empresas atuando em vários segmentos:
Segmento de seguros Porto Seguro
- Porto Seguro Companhia de Seguros Gerais
- Porto Seguro Vida e Previdência S.A.
- Porto Seguro Saúde S.A.
- Porto Seguro Serviços de Saúde S.A. (Portomed)
- Porto Seguro Serviços Odontológicos S.A.

Segmento de seguros do grupo
- Itaú Seguros de Auto e Residência S.A.
- Azul Seguros
- Porto Seguro Seguros Del Uruguay S.A.

Outros segmentos
- Portoseg S.A.
- Porto Seguro Administradora de Consórcios Ltda.
- Porto Seguro Saúde Ocupacional
- Crediporto Promotora de Serviços Ltda.
- Porto Seguro Atendimento S.A.
- Porto Seguro Capitalização S.A.
- Porto Seguro Faz
- Porto Seguro Investimentos
- Porto Seguro Proteção e Monitoramento Ltda.
- Porto Seguro Renova
- Porto Seguro Serviços Médicos Ltda.
- Porto Seguro Uruguai